# Fredlanea maculata
Fredlanea maculata là một loài bọ cánh cứng trong họ Cerambycidae.